# تایرن (ویسکانسین)
تایرن، ویسکانسین (به انگلیسی: Tyran, Wisconsin) یک منطقهٔ مسکونی در ایالات متحده آمریکا است که در شهرستان فلورانس واقع شده‌است.

## خصوصیات
تایرن ۳۹۵٫۹۴ متر بالاتر از سطح دریا واقع شده‌است.